# Wendy Makkena
Wendy Makkena (née le 4 octobre 1958 à New York aux États-Unis) est une actrice américaine.

## Biographie
Après une formation musicale classique, elle commence à jouer de la harpe à l'âge de 8 ans. À 10 ans, elle donnera une prestation au Carnegie Hall.
En parallèle, elle suit des cours de ballet jusqu'à l'âge de 15 ans où elle doit faire un choix abandonnant la harpe au profit de la danse. Victime d'un accident à l'âge de 18 ans, elle doit abandonner le ballet.
En 1986, elle entame une carrière d'actrice en rejoignant la série télévisée Santa Barbara.
Dans les films Sister Act et Sister Act, acte 2, sa voix est doublée par Andrea Robinson lorsqu'elle chante.

## Filmographie

### Cinéma
- 1988 : Les Coulisses de l'exploit (Eight Men Out) : Kate Jackson
- 1992 : Sister Act (Rock 'n' nonne) d'Emile Ardolino : Sœur Mary Robert
- 1993 : Sister Act, acte 2 (Sister Act 2: Back in the Habit) : Sœur Mary Robert
- 1994 : Napoleon : mère de Napoléon (voix)
- 1994 : Camp Nowhere : Dr Celeste Dunbar
- 1995 : The Whiskey Heir : Maggie
- 1997 : The People : Jean Leary
- 1997 : Air Bud : Buddy star des paniers (Air Bud) : Mme Jackie Framm
- 1998 : Finding North : Rhonda Portelli
- 1999 : 4 a.m.: Open All Night : Woman
- 2009 : Jeux de pouvoir : Greer Thornton
- 2019 : L'Extraordinaire Mr. Rogers (A Beautiful Day in the Neighborhood) de Marielle Heller : Dorothy

### Télévision
- 1986 : Santa Barbara ("Santa Barbara") : Katie Timmons
- 1991 : New York police judiciaire, saison 1 episode 13 : Micky Sandoval
- 1991 : Dead and Alive: The Race for Gus Farace : Brenda
- 1992 : Black Magic : Sally
- 1993 : A League of Their Own : Mae Mordabito
- 1995 : Les Galons du silence (Serving in Silence: The Margarethe Cammermeyer Story) : Mary Newcombe
- 1996 : Bénéfice mortel (Death Benefit) : Wynn Burkholder
- 1996 : On Seventh Avenue de Jeff Bleckner (téléfilm) : Nadine Jacobs
- 1997 : Double vie (Lies He Told) : Patty
- 2001 : The Job ("The Job") : Karen McNeil
- 2003 : Oliver Beene : Charlotte Caraline Beene
- 2004 : Listen Up : Dana Kleinman
- 2006 : Ghost Whisperer : Jean Godfrey
- 2006 : The Nine : 52 heures en enfer : Suzanne
- 2007 : Dr House : Dr Julie Whitner
- 2007 : Les Experts : Doris Babinkian
- 2009 : Desperate Housewives : Fran Schulman
- 2011 : NCIS : Enquêtes spéciales : Dr Rachel Cranston
- 2023 : Rabbit Hole : Debra (2 épisodes)